# Liste der Monuments historiques in Leymen
Die Liste der Monuments historiques in Leymen führt die Monuments historiques in der französischen Gemeinde Leymen auf.

## Liste der Bauwerke
| Bezeichnung    | Beschreibung | Standort                    | Kennzeichnung | Schutzstatus | Datum | Bild           |
| -------------- | --- | --------------------------- | ------------- | ------------ | ----- | -------------- |
| Burg Landskron | Ruine einer Höhenburg, 11. Jahrhundert; ab 1690 nach Plänen von Sébastien Le Prestre de Vauban zur Festung ausgebaut; 1813/14 zerstört | südöstlich des Ortes (Lage) | PA00085505    | Classé       | 1923  | weitere Bilder |